# Орехово (Старобельский район)
Оре́хово (укр. Оріхове) — село, относится к Старобельскому району Луганской области Украины.
Население по переписи 2001 года составляло 239 человек. Почтовый индекс — 349618. Телефонный код — 6461. Занимает площадь 0,607 км². Код КОАТУУ — 4425180604.

## Местный совет
92742, Луганська обл., Старобільський р-н, с. Вишневе, вул. Новобудівельна, 10  (укр.)